# 北布魯克鎮區 (北卡羅萊納州林肯縣)
北布魯克鎮區（英語：North Brook Township）是位於美國北卡羅萊納州林肯縣的一個鎮區。

## 地方資料
北布魯克鎮區的面積為134.93平方千米，皆為陸地。根據2020年美國人口普查的數據，當地共有人口5610人，而人口密度為每平方千米41.58人。